# Щепкин, Николай Михайлович
Николай Михайлович Щепкин (20 февраля [3 марта] 1820, Полтава, Российская империя — 14 [26] августа 1886, Москва, Российская империя) — русский издатель, педагог и общественный деятель, сын Михаила Семёновича Щепкина, отец Евгения, Вячеслава и Николая Щепкиных.

## Биография
Родился 20 февраля (3 марта) 1820 года в Полтаве. Окончил 1-ю Московскую гимназию и естественное (физико-математическое) отделение философского факультета Московского университета (1844).
Прослужив несколько лет в драгунском полку, в 1847 году уехал в Берлин, где слушал университетские лекции по химии и сельскому хозяйству.
Состоял гласным Московской городской думы (1863—1876, 1885—1888) и московского губернского земского собрания, почётным мировым судьёй и директором Московского городского кредитного общества.
Главным делом его жизни стала издательская деятельность. В 1856 году Щепкин вместе с Н. В. Станкевичем, П. В. Анненковым, при участии К. Т. Солдатёнкова и Н. Х. Кетчера, образовал товарищество для издания и распространения книг. Совместная издательская деятельность Солдатенкова и Щепкина началась с выпуска двух томов «Сочинений» Т. Н. Грановского. Вслед за этим были изданы три сборника стихотворений Н. А. Некрасова, Н. П. Огарева, А. В. Кольцова. В 1857 году издательство Солдатенкова и Щепкина выпустило собрание стихотворений А. И. Полежаева, а вскоре, в 1859 году, и второе издание. Были изданы «Драматические сочинения Шекспира» в переводе Кетчера, «Народные русские легенды» и «Народные русские сказки» А. Н. Афанасьева, первое 12-томное собрание произведений В. Г. Белинского (1859—1862). По воспоминаниям Николая Чернышевского, основатели издательства использовали «часть своих капиталов вовсе не из надобности или желания искать особенной прибыльности в нем лично для себя, а по убеждению, что это дело нужное и полезное для облегчения успехов нашей литературы и просвещения».
На Лубянке (д. 11) был открыт необычный книжный магазин, представлявший собой одновременно кофейню и библиотеку.
В 1862 году Щепкин вышел из издательства, которое стало собственностью К. Т. Солдатёнкова.
Н. М. Щепкин издавал также журнал «Библиографические записки», который неоднократно подвергался цензурным преследованиям. Книжную лавку, владельцем которой был Щепкин, Н. Г. Чернышевский назвал «предприятием в самом деле честным и полезным».
Умер 14 (26) августа 1886 года в Москве. Похоронен на Пятницком кладбище.

## Семья
- Жена — Александра Владимировна, урождённая Станкевич — сестра Н. В. Станкевича[5]. Дети:
  - Сын — Владимир Николаевич (1849—1885)[6], земский статистик, осуждён на процессе 193-х, засчитано предварительное заключение. Женат, дочь и сын.
  - Сын — Михаил Николаевич (1852—1855)[6]
  - Сын — Николай Николаевич (1854—1919) — российский политический деятель, депутат Государственной думы III и IV созывов, лидер «Национального центра» в Москве, расстрелян одновременно с мужьями двух его дочерей.
  - Сын — Александр Николаевич Щепкин (1858—1917), педагог; его жена — Любовь Владимировна Фрейман
    - Внук — Евгений Александрович Щепкин — инженер (в 1912 году окончил Московский институт инженеров путей сообщения); его жена — Васса Ивановна (1891—?). Их сын Александр (1916—1920), умер малолетним на о. Лемнос[7].

  - Сын — Евгений Николаевич (1860—1920) — профессор всеобщей истории. Член I Государственной думы. Некоторое время входил в кадетскую партию, с 1919 — член партии большевиков.
  - Сын — Вячеслав Николаевич (1863—1920) — филолог-славист, автор работ по славянскому языкознанию и литературе, по палеографии, русским древностям и иконописи.